# Dominik Etlinger
Dominik Etlinger (ur. 19 lutego 1992 roku) – chorwacki zapaśnik walczący w stylu klasycznym. Zajął siódme miejsce na mistrzostwach świata w 2024. Brązowy medalista mistrzostw Europy w 2019, na igrzyskach europejskich w 2015, a także na igrzyskach śródziemnomorskich w 2013. 
Wicemistrz świata juniorów w 2010, a trzeci w 2012. Mistrz Europy juniorów w 2012. Drugi na ME U-21 w 2015 roku.